# Esgrima nos Jogos Olímpicos de Verão de 2008 - Qualificação

## Critério de Qualificação
Cada Comitê Olímpico Nacional (CON) pode inscrever até 5 atletas por categoria de arma.
Para cada evento de equipe há 8 equipes qualificadas, acrescidos de uma equipe do país sede, se aplicável. As equipes são qualificadas seguindo os critérios abaixo:
- Ranking oficial da FIE até 31 de Março de 2008 (4 melhores times).
- Classificação mais alta da equipe de cada continente (América, Europa, Ásia-Oceania, África) (4 equipes).

Para cada evento (eventos de arma com uma equipe), haverá 39 atletas qualificados como segue:
- Todos os aletas classificados para as competições por equipe (24 atletas).
- Os 3 melhores atletas do ranking pela FIE (3 atletas).
- Os 7 melhores atletas do ranking pela FIE por continente (Europa 2, América 2, Ásia-Oceania 2, África 1) - 1 por CON.
- Os 5 melhores atletas do ranking por continente pelos eventos de qualificação (Europa 2, America 1, Ásia-Oceania 1, África 1) - 1 por CON.

## Países Participantes
| País               | Masculino  | Masculino  | Masculino  | Masculino | Masculino | Feminino   | Feminino   | Feminino   | Feminino | Feminino | Total |
| País               | Individual | Individual | Individual | Equipe    | Equipe    | Individual | Individual | Individual | Equipe   | Equipe   | Total |
| País               | Espada     | Florete    | Sabre      | Espada    | Sabre     | Espada     | Florete    | Sabre      | Florete  | Sabre    | Total |
| ------------------ | ---------- | ---------- | ---------- | --------- | --------- | ---------- | ---------- | ---------- | -------- | -------- | ----- |
| ALG Argélia        |            |            |            |           |           | 1          | 1          |            |          |          | 2     |
| ARG Argentina      |            | 1          |            |           |           |            |            |            |          |          | 1     |
| AUS Austrália      |            |            |            |           |           | 1          | 1          |            |          |          | 2     |
| AUT Áustria        |            | 1          |            |           |           |            |            |            |          |          | 1     |
| BLR Bielorrússia   |            |            | 3          |           | X         |            |            |            |          |          | 3     |
| BRA Brasil         |            | 1          | 1          |           |           |            |            |            |          |          | 2     |
| BUR Burquina Fasso |            |            | 1          |           |           |            |            |            |          |          | 1     |
| CAN Canadá         | 1          | 1          | 1          |           |           | 1          | 1          | 3          |          | X        | 8     |
| CHI Chile          | 1          |            |            |           |           |            |            |            |          |          | 1     |
| CHN China          | 3          | 2          | 3          | X         | X         | 2          | 3          | 3          | X        | X        | 16    |
| CUB Cuba           |            |            |            |           |           |            | 1          | 1          |          |          | 2     |
| EGY Egito          | 1          | 1          | 3          |           | X         | 1          | 3          |            | X        |          | 9     |
| EST Estônia        | 1          |            |            |           |           |            |            |            |          |          | 1     |
| FRA França         | 3          | 2          | 3          | X         | X         | 2          | 1          | 3          |          | X        | 14    |
| GER Alemanha       |            | 2          | 1          |           |           | 2          | 3          | 1          | X        |          | 9     |
| GBR Grã-Bretanha   |            | 1          | 1          |           |           |            | 1          |            |          |          | 3     |
| HKG Hong Kong      |            | 1          |            |           |           | 1          |            | 1          |          |          | 3     |
| HUN Hungria        | 3          |            | 3          | X         | X         | 2          | 3          | 1          | X        |          | 12    |
| IRL Irlanda        |            |            |            |           |           |            |            | 1          |          |          | 1     |
| ISR Israel         |            | 1          |            |           |           | 1          | 1          |            |          |          | 3     |
| ITA Itália         | 3          | 2          | 3          | X         | X         |            | 3          | 2          | X        |          | 13    |
| JPN Japão          | 1          | 2          | 1          |           |           | 1          | 1          | 1          |          |          | 7     |
| KGZ Quirguistão    | 1          |            |            |           |           |            |            |            |          |          | 1     |
| MEX México         |            |            |            |           |           |            |            | 1          |          |          | 1     |
| MAR Marrocos       | 1          | 1          |            |           |           |            |            |            |          |          | 2     |
| NED Países Baixos  | 1          |            |            |           |           |            | 1          |            |          |          | 2     |
| NOR Noruega        | 1          |            |            |           |           |            |            |            |          |          | 1     |
| PAN Panamá         |            |            |            |           |           | 1          |            |            |          |          | 1     |
| PER Peru           |            |            |            |           |           |            | 1          |            |          |          | 1     |
| POL Polônia        | 3          | 1          | 1          | X         |           |            | 3          | 3          | X        | X        | 11    |
| POR Portugal       | 1          |            |            |           |           |            | 1          |            |          |          | 2     |
| QAT Catar          |            | 1          |            |           |           |            |            |            |          |          | 1     |
| ROU Romênia        |            | 1          | 2          |           |           | 1          | 1          |            |          |          | 5     |
| RUS Rússia         | 1          |            | 3          |           | X         | 2          | 3          | 3          | X        | X        | 12    |
| SEN Senegal        |            |            | 2          |           |           |            |            | 1          |          |          | 3     |
| RSA África do Sul  | 3          |            |            | X         |           |            |            | 3          |          | X        | 6     |
| KOR Coreia do Sul  | 3          | 1          | 1          | X         |           | 1          | 2          | 2          |          |          | 10    |
| ESP Espanha        | 1          | 1          | 2          |           |           |            |            | 1          |          |          | 5     |
| SWE Suécia         |            |            |            |           |           | 1          |            |            |          |          | 1     |
| SUI Suíça          | 1          |            |            |           |           | 1          |            |            |          |          | 2     |
| THA Tailândia      |            | 1          | 1          |           |           |            |            |            |          |          | 2     |
| TUN Tunísia        |            |            |            |           |           |            | 1          | 1          |          |          | 2     |
| UKR Ucrânia        | 3          |            |            | X         |           | 1          | 1          | 3          |          | X        | 8     |
| USA Estados Unidos | 1          | 1          | 3          |           | X         | 1          | 3          | 3          | X        | X        | 12    |
| VEN Venezuela      | 3          |            | 1          | X         |           | 1          | 1          | 1          |          |          | 7     |
| Total: 45 CONs     | 41         | 26         | 40         | 9         | 8         | 25         | 41         | 39         | 8        | 8        | 212   |

## Masculino

### Espada
Qualificação por Equipes:
As quatro primeiras equipes no ranking da FIE:
- FRA França, HUN Hungria, ITA Itália, POL Polônia

As equipes melhor ranqueadas de cada região:
- África: RSA África do Sul
- Ásia-Oceania: KOR Coreia do Sul
- América: VEN Venezuela
- Europa: UKR Ucrânia

Convidado:
- País sede: CHN China (A China recebeu 2 vagas)

| Competição Individual                     | Data          | Local      | Vagas | Qualificados                                          |
| ----------------------------------------- | ------------- | ---------- | ----- | ----------------------------------------------------- |
| Ranking mundial de Equipes                | 31/03/08      | -          | 26    | Todos os atletas qualificados para disputa em Equipes |
| Ranking mundial Individual                | 31/03/08      | -          | 3     | Jose Luis Abajo Bas Verwijlen Joaquim Videira         |
| Ranking mundial Individual (África)       | 31/03/08      | -          | 1     | Ahmed Nabil                                           |
| Ranking mundial Individual (Ásia-Oceania) | 31/03/08      | -          | 2     | Wang Lei Shogo Nishida                                |
| Ranking mundial Individual (América)      | 31/03/08      | -          | 2     | Weston Kelsey Igor Tikhomirov                         |
| Ranking mundial Individual (Europa)       | 31/03/08      | -          | 2     | Michael Kauter Anton Avdeev                           |
| Evento de Qualificação (África)           | 25/04/08      | Casablanca | 1     | Aissam Rami                                           |
| Evento de Qualificação (Ásia-Oceania)     | 22 e 23/04/08 | Bangkok    | 1     | Sergey Katchurin                                      |
| Evento de Qualificação (América)          | 26 e 27/04/08 | Querétaro  | 1     | Paris Inostroza                                       |
| Evento de Qualificação (Europa)           | 26/04/08      | Praga      | 2     | Nikolai Novosjolov Sturla Torkildsen                  |
| TOTAL                                     |               |            | 41    |                                                       |

### Florete
| Competição Individual                     | Data          | Local      | Vagas | Qualificados                                                                                                |
| ----------------------------------------- | ------------- | ---------- | ----- | --- |
| Ranking mundial Individual                | 31/03/08      | -          | 8     | Peter Joppich Salvatore Sanzo Andrea Cassara Erwan Le Pechoux Benjamin Kleibrink Yuki Ota Lei Sheng Zhu Jun |
| Ranking mundial Individual (África)       | 31/03/08      | -          | 1     | Mostafa Nagaty                                                                                              |
| Ranking mundial Individual (Ásia-Oceania) | 31/03/08      | -          | 2     | Choi Byung-Chul Kenta Chida                                                                                 |
| Ranking mundial Individual (América)      | 31/03/08      | -          | 2     | Gerek Meinhardt Joshua McGuire                                                                              |
| Ranking mundial Individual (Europa)       | 31/03/08      | -          | 3     | Tomer Or Sławomir Mocek Brice Guyart                                                                        |
| Evento de Qualificação (África)           | 25/04/08      | Casablanca | 1     | Xavier Ali                                                                                                  |
| Evento de Qualificação (Ásia-Oceania)     | 22 e 23/04/08 | Bangkok    | 2     | Nontapat Panchan Lau Kwok Kin                                                                               |
| Evento de Qualificação (América)          | 26 e 27/04/08 | Querétaro  | 2     | João Souza Alberto Viaggio                                                                                  |
| Evento de Qualificação (Europa)           | 26/04/08      | Lisboa     | 3     | Javier Menendez Roland Schlosser Virgil Saliscan                                                            |
| Convidado/País sede*                      | -             | -          | 2     | Khalid Al-Hamadi Richard Kruse                                                                              |
| TOTAL                                     |               |            | 26    | |

### Sabre
Qualificação por Equipes:
As quatro primeiras equipes no ranking da FIE:
- FRA França, HUN Hungria, BLR Bielorrússia, RUS Rússia

As equipes melhor ranqueadas de cada região:
- África: EGY Egito
- Ásia-Oceania: CHN China
- América: USA Estados Unidos
- Europa: ITA Itália

| Competição Individual                     | Data          | Local      | Vagas | Qualificados                                          |
| ----------------------------------------- | ------------- | ---------- | ----- | ----------------------------------------------------- |
| Ranking mundial de Equipes                | 31/03/08      | -          | 24    | Todos os atletas qualificados para disputa em Equipes |
| Ranking mundial Individual                | 31/03/08      | -          | 3     | Nicolas Limbach Mihai Covaliu Jorge Pina Pérez        |
| Ranking mundial Individual (África)       | 31/03/08      | -          | 1     | Abdulaye Thiam                                        |
| Ranking mundial Individual (Ásia-Oceania) | 31/03/08      | -          | 2     | Oh Eun-Seok Wiradech Kothny                           |
| Ranking mundial Individual (América)      | 31/03/08      | -          | 2     | Carlos Bravo Renzo Agresta                            |
| Ranking mundial Individual (Europa)       | 31/03/08      | -          | 2     | Jaime Marti Rares Dumitrescu                          |
| Evento de Qualificação (África)           | 25/04/08      | Casablanca | 1     | Mamadou Keita                                         |
| Evento de Qualificação (Ásia-Oceania)     | 22 e 23/04/08 | Bangkok    | 1     | Satoshi Ogawa                                         |
| Evento de Qualificação (América)          | 26 e 27/04/08 | Querétaro  | 1     | Philippe Beaudry                                      |
| Evento de Qualificação (Europa)           | 26/04/08      | Istambul   | 2     | Marcin Koniusz Alexander O'Connell                    |
| Convidado/País sede*                      | -             | -          | 1     | Julien Ouedraogo                                      |
| TOTAL                                     |               |            | 40    |                                                       |

## Feminino

### Espada
| Competição Individual                     | Data          | Local      | Vagas | Qualificados |
| ----------------------------------------- | ------------- | ---------- | ----- | --- |
| Ranking mundial Individual                | 31/03/08      | -          | 8     | Li Na Britta Heidemann Emese Szász Laura Flessel-Colovic Hajnalka Kiraly Picot Tatiana Logounova Zhong Weiping Imke Duplitzer |
| Ranking mundial Individual (África)       | 31/03/08      | -          | 1     | Aya El Sayed |
| Ranking mundial Individual (Ásia-Oceania) | 31/03/08      | -          | 2     | Jung Hyo-Jung Amber Parkinson                                                                                                 |
| Ranking mundial Individual (América)      | 31/03/08      | -          | 2     | Sherraine Schalm Kelley Hurley                                                                                                |
| Ranking mundial Individual (Europa)       | 31/03/08      | -          | 3     | Ildikó Mincza-Nébald Ana Maria Brânză Lubov Shutova                                                                           |
| Evento de Qualificação (África)           | 25/04/08      | Casablanca | 1     | Hadia Bentaleb |
| Evento de Qualificação (Ásia-Oceania)     | 22 e 23/04/08 | Bangkok    | 2     | Megumi Harada Yeung Chui Ling                                                                                                 |
| Evento de Qualificação (América)          | 26 e 27/04/08 | Querétaro  | 2     | Jesica Jimenez Luna Maria Martinez                                                                                            |
| Evento de Qualificação (Europa)           | 26/04/08      | Praga      | 3     | Yana Shemyakina Noam Mills Sophie Lamon                                                                                       |
| Convidado/País sede*                      | -             | -          | 1     | Emma Samuelsson |
| TOTAL                                     |               |            | 25    | |

### Florete
Qualificação por Equipes:
As quatro primeiras equipes no ranking da FIE:
- RUS Rússia, POL Polônia, HUN Hungria, ITA Itália

As equipes melhor ranqueadas de cada região:
- África: EGY Egito
- Ásia-Oceania: CHN China
- América: USA Estados Unidos
- Europa: GER Alemanha

| Competição Individual                     | Data          | Local      | Vagas | Qualificados                                          |
| ----------------------------------------- | ------------- | ---------- | ----- | ----------------------------------------------------- |
| Ranking mundial de Equipes                | 31/03/08      | -          | 24    | Todos os atletas qualificados para disputa em Equipes |
| Ranking mundial Individual                | 31/03/08      | -          | 3     | Nam Hyun-Hee Cristina Stahl Delila Hatuel             |
| Ranking mundial Individual (África)       | 31/03/08      | -          | 1     | Ines Boubakri                                         |
| Ranking mundial Individual (Ásia-Oceania) | 31/03/08      | -          | 2     | Chieko Sugawara Jung Gil-Ok                           |
| Ranking mundial Individual (América)      | 31/03/08      | -          | 2     | Mariana Gonzalez Luan Jujie                           |
| Ranking mundial Individual (Europa)       | 31/03/08      | -          | 2     | Corrine Maitrejean Olga Leleyko                       |
| Evento de Qualificação (África)           | 25/04/08      | Casablanca | 1     | Anissa Khelfaoui                                      |
| Evento de Qualificação (Ásia-Oceania)     | 22 e 23/04/08 | Bangkok    | 1     | Joanna Halls                                          |
| Evento de Qualificação (América)          | 26 e 27/04/08 | Querétaro  | 1     | Misleydis Campany                                     |
| Evento de Qualificação (Europa)           | 26/04/08      | Lisboa     | 2     | Debora Nogueira Martina Emanuel                       |
| Convidado/País sede*                      | -             | -          | 2     | Maria Luisa Doig Indra Angad-Gaur                     |
| TOTAL                                     |               |            | 41    |                                                       |

### Sabre
Qualificação por Equipes:
As quatro primeiras equipes no ranking da FIE:
- FRA França, USA Estados Unidos, RUS Rússia, UKR Ucrânia

As equipes melhor ranqueadas de cada região:
- África: RSA África do Sul
- Ásia-Oceania: CHN China
- América: CAN Canadá
- Europa: POL Polônia

| Competição Individual                     | Data          | Local      | Vagas | Qualificados                                          |
| ----------------------------------------- | ------------- | ---------- | ----- | ----------------------------------------------------- |
| Ranking mundial de Equipes                | 31/03/08      | -          | 24    | Todos os atletas qualificados para disputa em Equipes |
| Ranking mundial Individual                | 31/03/08      | -          | 3     | Gioia Marzocca Kim Keum-Hwa Orsolya Nagy              |
| Ranking mundial Individual (África)       | 31/03/08      | -          | 1     | Azza Besbes                                           |
| Ranking mundial Individual (Ásia-Oceania) | 31/03/08      | -          | 2     | Lee Shin-Mi Chow Tsz Ki                               |
| Ranking mundial Individual (América)      | 31/03/08      | -          | 2     | Alejandra Benitez Angelica Larios                     |
| Ranking mundial Individual (Europa)       | 31/03/08      | -          | 2     | Ilaria Bianco Alexandra Bujdoso                       |
| Evento de Qualificação (África)           | 25/04/08      | Casablanca | 1     | Nafi Toure                                            |
| Evento de Qualificação (Ásia-Oceania)     | 22 e 23/04/08 | Bangkok    | 1     | Madoka Hisagae                                        |
| Evento de Qualificação (América)          | 26 e 27/04/08 | Querétaro  | 1     | Maylin Gonzalez Pozo                                  |
| Evento de Qualificação (Europa)           | 26/04/08      | Istambul   | 2     | Araceli Navarro Siobhan Byrne                         |
| TOTAL                                     |               |            | 39    |                                                       |

 * O país sede tem o direito de enviar 8 esgrimistas que podem ser distribuidos nos eventos individual e por equipes. Sendo assim, os esgrimistas podem participar em equipe ou somente no individual. Vagas não aproveitadas pelo país sede serão preenchidas por esgrimistas escolhidos por uma comissão mista (COI, CON e a FIE)